# Valerie Viehoff
Valerie Viehoff (Bonn, 16 de febrero de 1976) es una deportista alemana que compitió en remo.
Participó en los Juegos Olímpicos de Sídney 2000, obteniendo una medalla de plata en la prueba de doble scull ligero. Ganó una medalla de oro en el Campeonato Mundial de Remo de 1998, en el cuatro scull ligero.

## Palmarés internacional
| Juegos Olímpicos   | Juegos Olímpicos   | Juegos Olímpicos | Juegos Olímpicos    |
| Año                | Lugar              | Medalla          | Prueba              |
| ------------------ | ------------------ | ---------------- | ------------------- |
| 2000               | Sídney (Australia) | Medalla de plata | Doble scull ligero  |
| Campeonato Mundial |                    |                  |                     |
| Año                | Lugar              | Medalla          | Prueba              |
| 1998               | Colonia (Alemania) | Medalla de oro   | Cuatro scull ligero |